# Окръг Бръчко
Окръг Бръчко (на сръбски: Брчко Дистрикт или Brčko distrikt; на босненски: Brčko distrikt; на хърватски: Brčko distrikt) се намира в североизточната част на Босна, има местна администрация за самоуправление и е под суверенитета на държавата Босна и Херцеговина.
Окръгът е част едновременно от Федерация Босна и Херцеговина и от Република Сръбска, като се намира под международно наблюдение. Главен град на областта е Бръчко.
Окръг Бръчко е официално създаден на 8 март 2000 г. след международна арбитрация. Обхваща цялата територия на бившата община Бръчко, от която 48% (както и самият град Бръчко) е под контрола на Република Сръбска и 52% под контрола на Федерация Босна и Херцеговина.
Преди войната община Бръчко е имала 82 332 хил. души (по данни от преброяването от 1991 г.), като от тях 45% бошняци, 25% хървати, 21% сърби, 6% югославяни и 3% други.
Окръгът Бръчко заема територия от 493 кв. км и има население от 83 516 жители. 